# Cap deth Malh de Cristalh
El Cap deth Malh de Cristalh és una muntanya de 2.400 metres que es troba entre els municipis de Canejan, a la comarca de la Vall d'Aran i França.